# Tortoise
Tortoise é uma banda estadunidense de rock instrumental e post-rock formada em Chicago (Illinois) em 1990. Seus membros têm raízes na fértil cena musical de Chicago, tendo tocado em várias bandas de indie rock e punk rock locais.

## Discografia
- Tortoise (1994)
- Rhythms, Resolutions & Clusters (1995, álbum de remix)
- Millions Now Living Will Never Die (1996)
- TNT (1998)
- In the Fishtank (1999, EP, em colaboração com The Ex)
- Standards (2001)
- It's All Around You (2004)
- The Brave and the Bold (2006)
- A Lazarus Taxon (2006, compilação de material raro, três CD e um DVD)
- Beacons of Ancestorship (2009)
- The Catastrophist (2016)